# Cebupithecia
Cebupithecia — вимерлий рід мавп Нового Світу з середнього міоцену (лавентан у південноамериканському віці наземних ссавців; 13.8–11.8 млн років). Його останки були знайдені в Konzentrat-Lagerstätte La Venta в Honda Group Колумбії. Типовим видом є C. sarmientoi.

## Опис
Скам'янілості Cebupithecia були виявлені в "Monkey Beds", які були датовані Лавентаном, приблизно 13.5 млн років. Цебупітеції мали зубну формулу 2:1:3:3 на нижній щелепі. Різці свідчать про близьке споріднення з Pithecia, а ікла мали кремезний вигляд. Моляри були плоскими з невеликими контурами горбків. Середня маса тіла цебупітеції становила приблизно 1602 грами.

## Середовище
Honda Group, а точніше «Monkey Beds», є найбагатшим місцем викопних приматів у Південній Америці. Було стверджено, що мавпи з групи Honda жили в середовищі існування, яке контактувало з басейнами Амазонки та Оріноко, і що сама Ла-Вента, ймовірно, була сезонним сухим лісом. На тому ж рівні, де було знайдено Cebupithecia, також були знайдені скам'янілості Aotus dindensis, Micodon, Mohanamico, Saimiri annectens, Saimiri fieldsi та Stirtonia tatacoensis.